# Chemin de fer Budapest-Belgrade-Skopje-Athènes

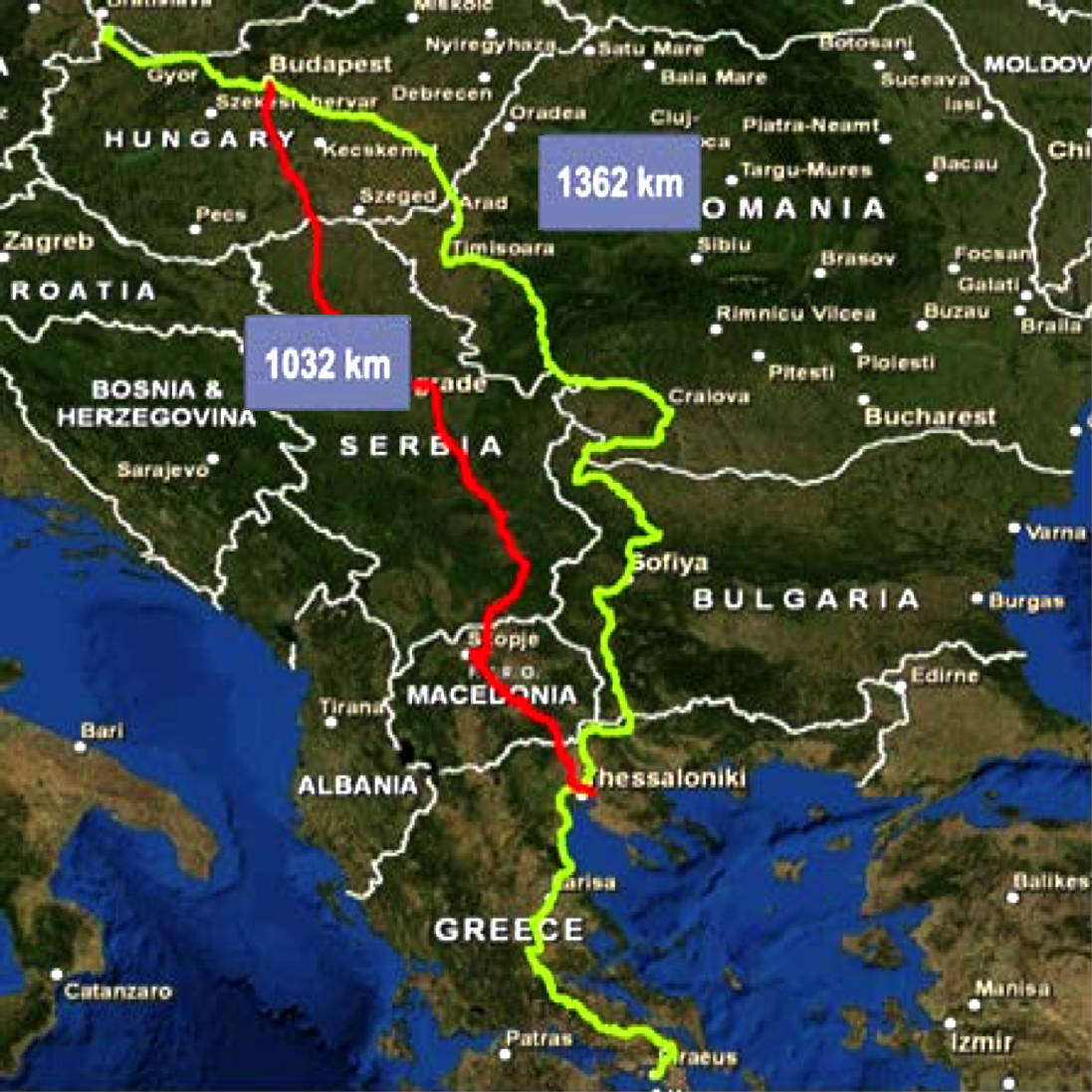
Nouveau tracé du tronçon Athènes – Budapest de la « Route des Balkans » / Corridor X (rouge) par rapport à l'ancienne planification (vert).

Le chemin de fer Budapest-Belgrade-Skopje-Athènes est un projet phare de la Coopération Chine-CEE consistant en une connexion ferroviaire internationale d'Europe centrale et du Sud-Est reliant Budapest (Hongrie), Belgrade (Serbie), Skopje (Macédoine du Nord), Athènes et son port chinois du Pirée (Grèce). Proposé en 2014, ce chemin de fer est issu de la l'initiative chinoise La ceinture et la route. 
La vitesse prévue est jusqu'à 200 km/h selon les sections : 160 km/h sur le tronçon hongrois entre Budapest et la Serbie, 200 km/h entre la frontière hongroise et Belgrade et sur la majeure partie du tronçon Belgrade-Niš, tandis que la ligne actuelle entre Thessalonique et Athènes est à 200 km/h avec des redressements de vitesse à 160 km/h en cours. Les planificateurs chinois ne commentent pas les vitesses réalisables des autres voies. À l'origine, on parlait d'une ligne totalement à 300 km/h.
Le premier tronçon, le chemin de fer Budapest-Belgrade (en) – qui a un coût de 2,89 milliards de dollars, 350 km de ligne ferroviaire à grande vitesse – aurait dû à l'origine être achevée en deux ans, mais en raison d'une enquête de l'Union européenne sur d'éventuelles violations de ses exigences en matière d'appels d'offres publics, le projet a pris du retard.

## Planification européenne
Dans un rapport de la Commission européenne de 2013, Projet prioritaire 22 : Axe ferroviaire Athènes-Sofia-Budapest-Vienne-Prague-Nuremberg/Dresde (PP22), les planificateurs incluent dans leurs considérations la Balkan route (Railway), qui suit le corridor paneuropéen X à travers l'Autriche, la Slovénie, la Croatie, la Serbie, la Macédoine du Nord et la Grèce (Thessalonique – Skopje – Belgrade – Budapest / Zagreb – Ljubljana – Graz / Salzbourg) et raccourcit de 330 km l'itinéraire actuel Athènes – Budapest via la Bulgarie et la Roumanie. La longueur totale est d'environ 1 030 km contre 1 362 km pour l'actuelle partie sud d’Athènes – Budapest du PP22. En outre, ce tronçon proposé du tracé des Balkans présentait également un certain nombre d'avantages techniques : 89 % de celui-ci était électrifié, contre 75 % de l'actuel tracé PP22 et les voies étaient globalement conçues pour des vitesses maximales plus élevées. Néanmoins, 64 % de la ligne prévue était encore à voie unique, contre 54 % de la partie actuelle du tracé PP22.
Les planificateurs s'adressent aux responsables politiques : « À moyen terme, il pourrait s'avérer nécessaire d'adapter les priorités en fonction de ce qui est réalisable, tant pour l'Union européenne, principal bailleur de fonds, que pour les États membres concernés. À cet égard, l’adhésion de la Croatie à l’Union européenne en juillet 2013 et les discussions avec les républiques de l’ex-Yougoslavie dans le cadre de la révision de la politique RTE-T offrent une opportunité utile pour développer les liaisons ferroviaires entre le sud-est du pays et l'Europe centrale via les Balkans occidentaux ».

## Section hongroise (modernisation)
La vitesse maximale de la ligne est conçue pour aller jusqu'à 160 km/h sur le tronçon hongrois.
La section hongroise (152 km) du projet a été annoncé en 2015 pour un coût de 472 milliards de HUF et aurait dû être achevé en 2017-2018.
Actuellement, le coût est estimé à 949 milliards de HUF (3,6 milliards de dollars), intérêts compris.
En Hongrie, le projet est réalisé par Kínai-Magyar Vasúti Nonprofit Zrt (Chinese-Hungarian Railway Nonprofit Ltd.), une coentreprise hongro-chinoise de MÁV Zrt. avec China Railway International Corporation (CRIC) et China Railway International Group (CRIG),,. Selon une estimation, les travaux sur ce tronçon auraient pu commencer en 2021, car il fallait un an pour les procédures de passation des marchés publics et deux ans pour la phase de planification et de négociation. L’investissement est largement critiqué car il ne permettra jamais d’amortir ses coûts.
La construction de la partie hongroise de la ligne, de 152 km, a débuté en octobre 2021 et devrait être terminée en 2025.

## Section serbe (modernisation)
La vitesse maximum de la ligne devrait être redressée à 200 km/h pour la section serbe.

### Subotica-Novi Sad
La reconstruction du tronçon de 108 km entre Novi Sad – Subotica (frontière hongroise) devait démarrer en 2019, avec un coût estimé à 943 millions d'euros, construit par CCCC  et d'une durée de 33 mois, nécessitant la fermeture de ce tronçon pendant la période de reconstruction. Il a effectivement débuté le 7 avril 2022 et devrait s'achever fin 2024.

### Novi Sad - Belgrade
En Serbie, le tronçon Belgrade – Stara Pazova, de 34,5 km de long  a été reconstruit par China Communications Construction Company (CCCC) en collaboration avec China Railways International (CRI), avec un investissement de 350,1 millions de dollars, financé par un prêt de la Banque d'import-export de Chine,. Le tronçon Stara Pazova – Novi Sad est en cours de reconstruction par la société russe RZD International, financée par des crédits russes. Le tronçon entre Belgrade et Novi Sad a été ouvert le 19 mars 2022.

### Belgrade - Niš
Le chemin de fer Belgrade – Niš suit la direction de la partie centrale du corridor paneuropéen X. Le chemin de fer reconstruit sera de 228 km de long,. Les trains pourront atteindre des vitesses allant jusqu'à 200 km/h sur environ 56% de la ligne. Les travaux, qui seront organisés en trois étapes (Belgrade – Velika Plana ; Velika Plana – Paracin ; et Paracin – Niš) devraient être achevés en 2029. La première section, Stalać – Đunis (qui fait partie de Paracin – Niš), devrait être achevé en 2026.
En juillet 2020, le président Aleksandar Vučić annonce que la ligne ferroviaire Belgrade – Niš aurait une longueur de 204 km et serait achevé d'ici fin 2023, avec des vitesses allant jusqu'à 200 km/h, rapprochant Belgrade et Niš à 1 heure et 20 minutes l'une de l'autre. En mars 2023, il a déclaré que la ligne relierait Belgrade et Niš en 1 heure et 40 minutes au lieu de 6 heures et demie à partir de 2023 (presque autant que les 8 heures de trajet à l'origine du chemin de fer, en 1884).
Le 10 mai 2021, un accord de prêt d'un montant de 102 millions d'euros est signé à Belgrade, cofinancé par l'Agence française de développement et la Banque mondiale à hauteur de 51 millions d'euros chacun, destiné à servir à la modernisation complète de la voie ferrée Belgrade – Niš. Le 28 février 2023, un financement de 2,2 milliards d'euros de l'Union européenne a été annoncé pour le chemin de fer Belgrade – Niš, composé d'un maximum de 598 millions d'euros de subventions, ainsi que de prêts de 1,1 milliard d'euros de la Banque européenne d'investissement (BEI). et 550 millions d'euros de la Banque européenne pour la reconstruction et le développement (BERD). Le 30 mars 2023, le ministre serbe de la Construction, des Transports et de l'Infrastructure, Goran Vesic, déclare que la construction de la voie ferrée à grande vitesse Belgrade–Niš, longue de 228 kilomètres, « commence maintenant ».